# Abd-al-Rahman Al Sufi

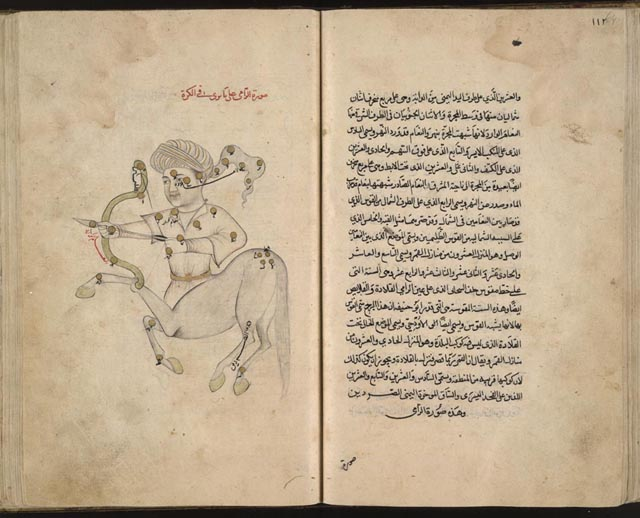
Boogschutter in het Boek van de vaste sterren

Abu-l-Husan Abd al-Rahman ibn Omar al-Sufi al-Razi (903 - 986) was een van de grootste Perzische astronomen.
Hij was een vriend en leraar van de Buwayhid-sultan Adud al-dawla. Zijn belangrijkste werk (uit 964) is het Boek van de vaste sterren, geïllustreerd met afbeeldingen van de sterrenbeelden en in het Arabisch getiteld Kitab al-kawakib al-thabita al-musawwar. Het is een van de drie meesterwerken van de astronomie uit het Midden-Oosten, naast aan Ibn Yunus (11e eeuw) en Ulug Bey (15e eeuw) toegeschreven boeken. De sterrenatlas van Al-Sufi had ook invloed op de middeleeuwse Europese sterrenkunde.

## Maankrater
- Op de Maan werd de krater Azophi naar hem vernoemd.

- Bibliothèque nationale de France: cb143844019 (data)
- CiNii: DA12958847
- Gemeinsame Normdatei: 118824376
- International Standard Name Identifier: 0000 0001 0938 861X
- Library of Congress Control Number: n82216250
- Nationale Bibliotheek van Tsjechië: jx20140304003
- Nationale Bibliotheek van Israël: 987007256698605171
- Nederlandse Thesaurus van Auteursnamen: 073277916
- Istituto Centrale per il Catalogo Unico: SBLV101797
- LIBRIS: 199608
- SNAC: w6mp7nzc
- Système universitaire de documentation: 082394857
- TDVİA: abdurrahman-es-sufi
- Virtual International Authority File: 117230225
- WorldCat: E39PBJq6TRffyPFBTbBTWTvvHC

'Abd al-Hamīd ibn Turk · 
Abd-al-Rahman Al Sufi · 
Abū al-Hasan ibn Alī al-Qalasādī · 
Abū Ishāq Ibrāhīm al-Zarqālī · 
Abū Kāmil Shujā ibn Aslam · 
Abu'l-Hasan al-Uqlidisi · 
Abul Wafa · 
Ahmed ibn Yusuf · 
Al-Biruni · 
Al-Chwarizmi · 
Al-Hajjāj ibn Yūsuf ibn Matar · 
Alhazen · 
Al-Jayyani · 
Al-Karaji · 
Al-Khazini · 
Al-Kindi · 
Al-Mahani · 
Al-Majrati · 
Al-Sijzi · 
Hunayn ibn Ishaq · 
Ibn al-Banna · 
Ibn Sahl · 
Ibn Tahir al-Baghdadi · 
Ibn Yahyā al-Maghribī al-Samaw'al · 
Ibrahim al-Fazari · 
Ibrahim ibn Sinan · 
Jabir ibn Aflah · 
Kushyar ibn Labban · 
Mohammed al-Fazari · 
Mohammed ibn Jābir al-Harrānī al-Battānī · 
Nasir al-Din al-Toesi · 
Sinan ibn Thabit · 
Thabit ibn Qurra · 
Ulug Bey · 
Yusuf al-Mu'taman ibn Hud